# Ривърсайд (Вашингтон)
Вижте пояснителната страница за други значения на Ривърсайд.
Ривърсайд (на английски: Riverside) е градче в окръг Оканоган, щата Вашингтон, САЩ. Ривърсайд е с население от 270 жители (оценка, 2015) и обща площ от 2,5 km². Намира се на 264 m надморска височина. ZIP кодът му е 98849, а телефонният му код е 509.